# Hermus Vallis
Hermus Vallis je údolí či řečiště na povrchu Marsu, s přibližnou délkou 46 km se jedná o menší údolí na planetě. Údolí ma poměrně spletitý tvar. Název má podle řeky Gediz v Turecku.